# Molière (Pailharès)
Molière (parfois aussi Molières), situé dans la commune de Pailharès (Ardèche), en France, est un hameau développé au XIXe siècle. Situé sur un promontoire naturel, le hameau ne figure pas sur les cartes des Cassini au XVIIIe siècle, mais est présent sur les plans d’état-major, de 1820 à 1866. Le cadastre napoléonien de 1837 y signale trois maisons seulement, dont la ferme Fournier à proximité de laquelle s’élèvera l’église. Ce territoire faisait partie de 1296 à 1789 du mandement de Rochebloine-Pailharès qui fut démembré à la Révolution. La partie sud fut rattachée à Nozières, le territoire jouxtant le Doux rejoignit Desaignes; Molières demeura avec Pailharès[réf. nécessaire]. Tous ces découpages correspondaient plus ou moins au relief, le ruisseau servant de limite. Mais une interrogation demeure au sujet de Molières, qui aurait très bien pu être rattaché à Lafarre ou Nozières, paroisses  situées sur le même versant et avec lesquels les affinités sont plus fortes, le Col du Buisson constituant en fait une barrière géographique.

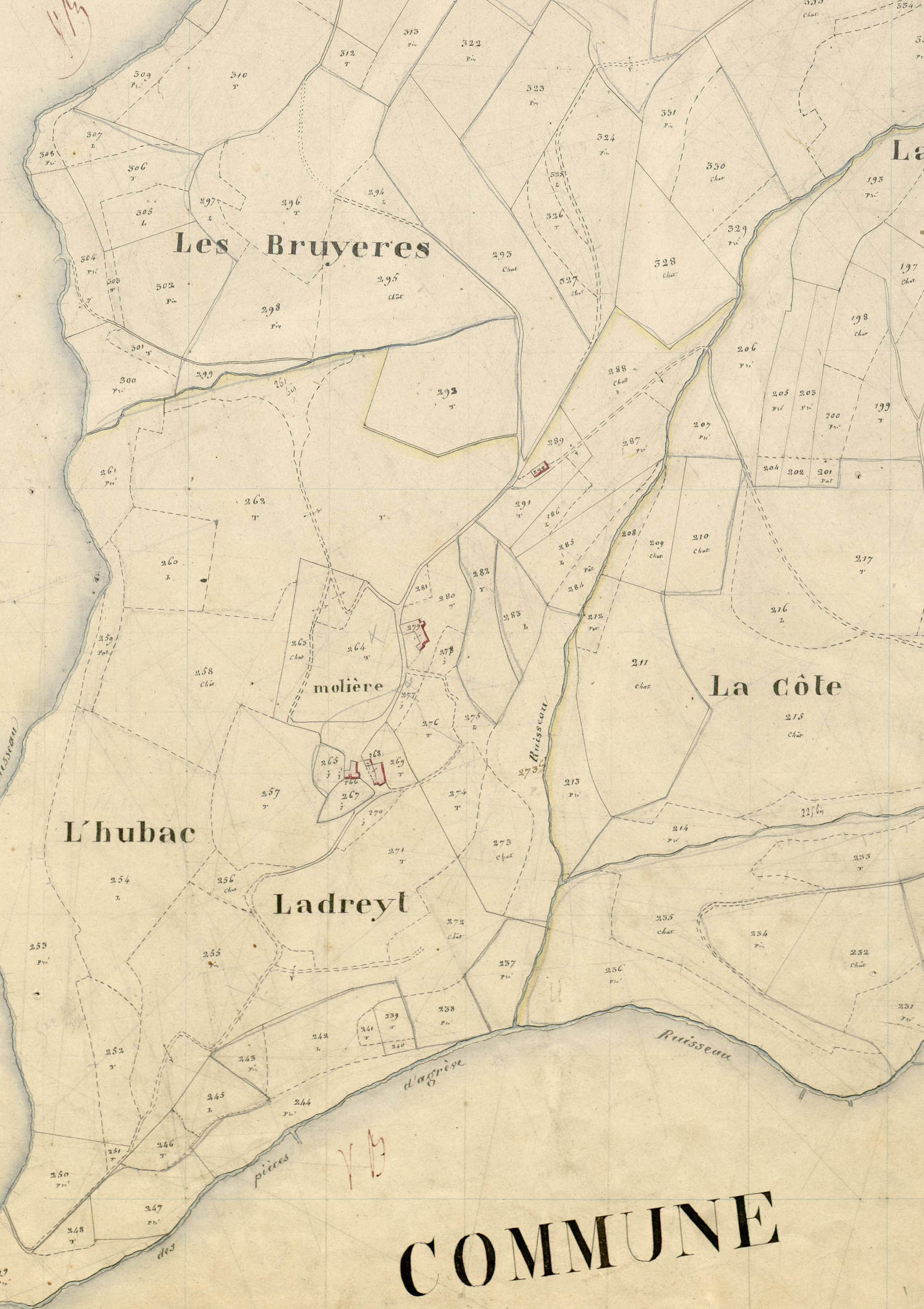
Secteur de Molière en 1837, soit avant le développement du hameau et de son église. Cadastre napoléonien 1837 (Archives départementales d'Ardèche)

## Église
Vers 1862, le curé de Pailharès envisage de créer un détachement de sa paroisse et l'on choisit le site relativement bien centré de Molière, malgré l’absence de source d’eau abondante dans ce secteur. L'église, bâtie en 1870, est consacrée à saint Joseph le 1er août 1871 et l’abbé Bruyère (1871-1886) devient premier curé de la nouvelle paroisse de Molière. Le 28 janvier 1872 a lieu la bénédiction de la première cloche. Par la suite, le même ecclésiastique agrandit encore l’église d’une travée, construit la sacristie, introduit dans le transept deux tribunes latérales pour les enfants.
La Croix de l'Ardèche donne les noms de quelques successeurs de l'abbé Bruyère : l'abbé Lacombe présent entre 1904 et 1907, l'abbé Boyer mobilisé en 1915, l'abbé Petit nommé en 1925 et l'abbé Chanal nommé en 1933. Ce dernier était aussi "vicaire économe" de Lafarre.
Le maître-autel (classé monument historique en 1971) et la chaire proviennent de l’ancienne église qui a précédé la Basilique Saint-Régis de Lalouvesc élevée par Pierre Bossan et ouverte en 1871. Ces deux pièces de mobilier du XVIIIe siècle, de style baroque, en bois peint richement sculpté et doré sont aujourd’hui propriété de la commune de Pailharès. Sur le devant d’autel, sculpté dans un cartouche rocaille, on observe un thème fréquent de l'iconographie chrétienne. À savoir l’Agneau sur le Livre aux sept sceaux, tiré du livre de l'Apocalypse de saint Jean. Le tabernacle central aux lignes chantournées et flanqué de chérubins, est supporté par les représentations symboliques des quatre évangélistes : Jean, l’aigle ; Marc, le lion ; Luc, le taureau ; Matthieu, l’ange.

Quelques faits relatifs à l'église et à la paroisse de Molière : 
- 1907 : Réfection du toit et du clocher, et agrandissement du cimetière.
- 1925 : Rénovation du chœur et de l’autel, construction de la tribune et acquisition d’un harmonium.
- 1943 : Installation de la sonnerie électrique des cloches.
- 1994 : Les paroisses catholiques du canton de Saint-Félicien et à l’exception de celles d’Arlebosc et de Lafarre forment l’« Ensemble Inter Paroissial de Saint-Félicien ».
- 2003 : Création de la paroisse « Saint-François Régis des vals d’Ay et de la Daronne », par fusion des paroisses catholiques situées sur les territoires des cantons de Satillieu et de Saint-Félicien à l’exception d’Arlebosc (1er janvier) [4].
- 2007 : Réfection de la couverture de l’église[5].

## Galerie: Mobilier de l'église

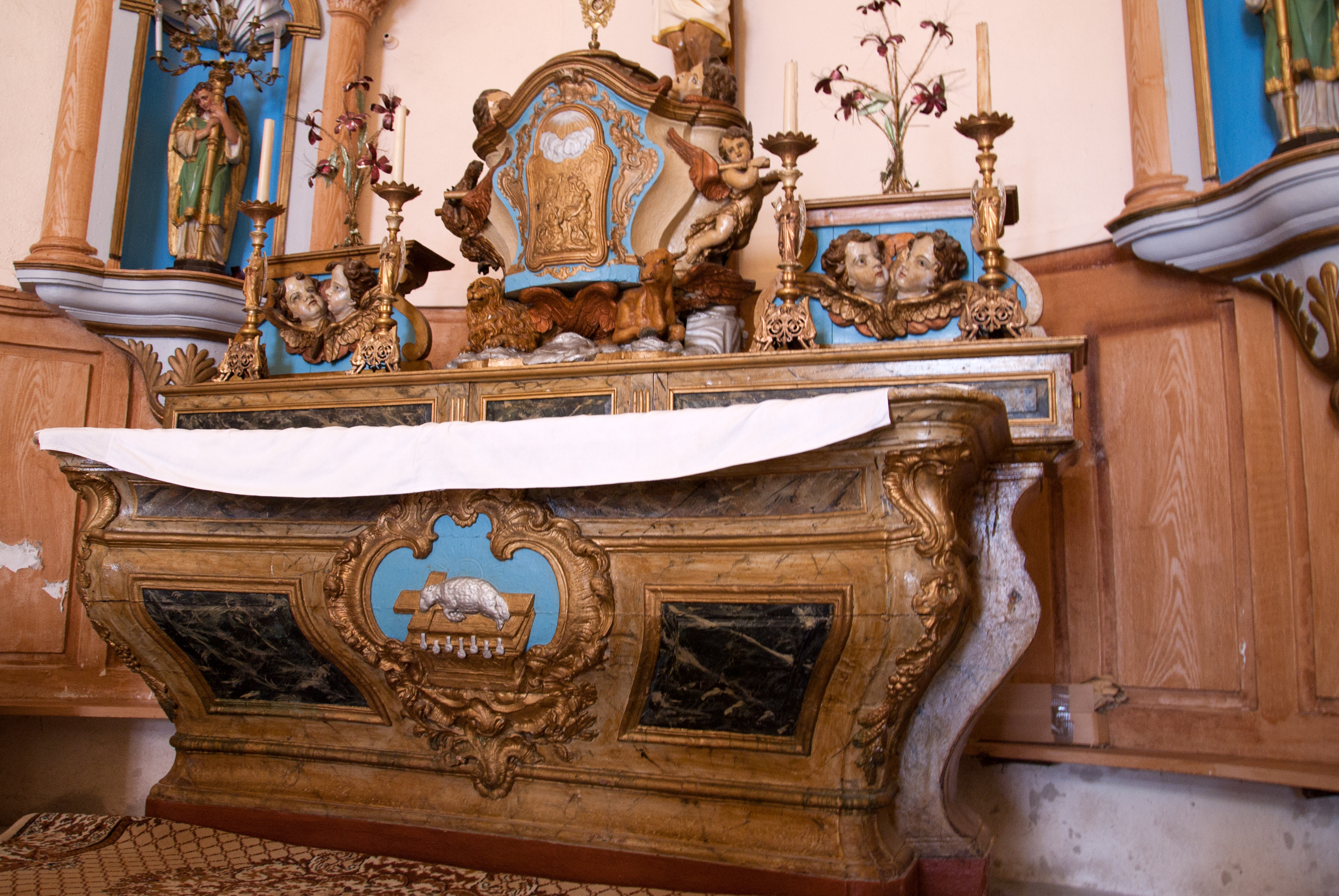
Autel baroque provenant de l'ancienne église de Lalouvesc
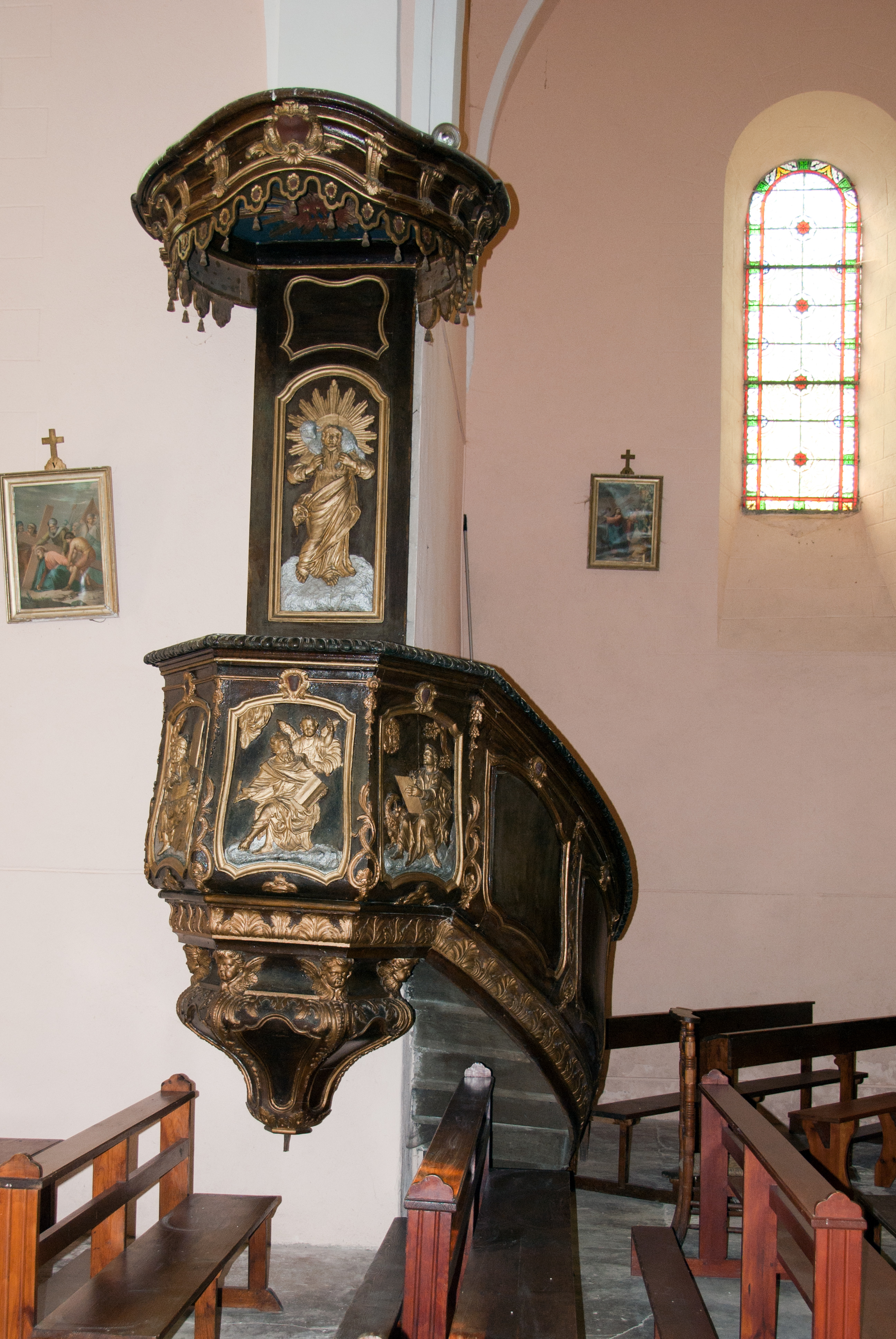
Chaire baroque provenant de l'ancienne église de Lalouvesc

## École
Vers 1855, le hameau de Molière est choisi pour l’implantation d’une maison de religieuse (une béate du Puy-en-Velay) en vue d’apprendre aux enfants la lecture et de l’écriture. Les béates du Puy sont un tiers ordre (pas de vœux) et peuvent être assimilées à la résurgence, après 1789, des Sœurs de l'Enfant-Jésus créées au XVIIe siècle au Puy-en-Velay et dont le but était d’enseigner la religion et la dentelle aux filles des villages et hameaux de Haute-Loire et d’Ardèche. Ces religieuses ne sont pas véritablement formées à l’instruction et Jules Ferry lutte contre leur présence dès 1879 pour finalement les interdire d’enseignement en privilégiant l’école laïque.
À Molière, les locaux devenus trop étroits sont momentanément remplacés par un autre établissement, dit Le Couvent, bâti sur des terrains  communaux de Pailharès, à Agrève, où l’on peut en voir les ruines, en haut à droite du hameau. Dès 1871, toutefois, l’abbé Bruyère rapatrie l’école à Molière, louant dans ce but deux pièces dans la ferme Fournier, située au voisinage de l’église. En 1877, cet établissement scolaire est reconnu en école congréganiste publique (subventionnée). Deux religieuses du couvent Saint-Joseph de Lalouvesc viennent y enseigner, remplacées en 1881 par deux sœurs du couvent Saint-Joseph de Saint-Félicien, dont sœur Marie-Albert, qui exercera la fonction de directrice durant plus de 50 ans, de 1881 à 1934, année de son décès.
Dès 1888, une souscription est lancée dans la paroisse pour financer la construction d’une école conforme aux exigences légales et permettant l’accueil de pensionnaires. Les travaux débutent au printemps 1889, et le 25 mars 1890, le nouveau bâtiment est terminé. À la suite du décès de l’ancienne directrice, en 1934, le statut juridique de l’école change, elle devient école libre. Dès 1941, on utilise aussi l’école comme centre de vacances en été. L’édifice ferme ses portes en 1977 et est aujourd'hui une habitation privée.

## Aménagements publics
L’abbé Roche crée aussi des chemins d’accès à Molière et construit la passerelle du Doux. Il agrandit la cure côté nord et acquiert ‑ avec sœur Marie-Albert, directrice de l’école ‑ la source située au-dessus de Molière. Le bassin de réception, dans le jardin de la cure était utilisé non seulement pour l’école et de la cure, mais pour l’ensemble de la petite communauté villageoise. Un déversoir alimentait un lavoir sur l’unique place du hameau, devant l’église. 
D'autres faits :
- 1934 : Electrification du hameau.
- 1937-1938 : Création de la route Col du Buisson-Molière selon le tracé de 1935, mise en circulation en 1938 (tracé actuel)[2].
- Vers 1970 : La route de Molière au Doux est goudronnée.
- 2001 : Le pont de Clara est construit en dur.
- 2003-2005 : Forage de La Saigne et alimentation en eau potable des hameaux d’Agrève, Molière et Tête.
- 2010 : Enfouissement des lignes électrique et téléphonique.

De la fin du XIXe siècle aux années 1950-60, Molière été doté d’un presbytère, d’une école religieuse, d’une épicerie et d’un café sur la place, d’une boulangerie et d’un marchand de tabac. Parmi les artisans du hameau il y avait un sabotier, un menuisier, un forgeron. Le hameau s’est fortement dépeuplé durant la seconde moitié du XXe siècle.

## Divers
- Des villages de Cassini aux communes d'aujourd'hui, « Notice communale : Pailharès », sur ehess.fr, École des hautes études en sciences sociales.

- Monument aux morts (act. à Pailharès):